# Pulibrücke
Die Pulibrücke (chinesisch 普立特大桥) führt die Autobahn Hangzhou–Ruili (G56) bei Pulixiang in der Provinz Yunnan, Volksrepublik China in einer Höhe von 485 m über die unzugängliche Pulischlucht. Sie gehört damit zu den höchsten Brücken der Welt. Auf derselben Autobahn steht etwa 13 km weiter nordöstlich die Beipanjiang-Brücke, die derzeit (2021) mit 565 m höchste Brücke der Welt.
Die insgesamt 1040 m lange Hängebrücke hat eine Spannweite von 628 m. Der 28,5 m breite Fahrbahnträger zwischen den Pylonen besteht aus einem stählernen, aerodynamisch geformten Hohlkasten, der mit Hängern aus doppelten Stahlstangen an den Tragseilen hängt. Außerhalb der Pylone schließen sich Plattenbalkenbrücken aus Beton an, die von Betonpfeilern gestützt werden. Deshalb haben die Tragseile außerhalb der Pylone keine Hänger. Ihre Ankerblöcke sind 160 m von den Pylonen entfernt. Die Stahlbeton-Pylone sind entsprechend der Hanglage zwischen 153,5 m und 138,5 m hoch und überragen die Fahrbahn um 67,9 m.
Die erste Seilverbindung über die Schlucht hinweg wurde, wie schon bei der Siduhe-Brücke und der Lishui-Brücke, mit einer kleinen militärischen Rakete hergestellt. Die orthotropen Platten für den Fahrbahnträger wurden im Werk vorgefertigt und in Montagezelten an der Baustelle zu 12 m langen Segmenten des 28,5 m breiten und 3 m hohen Hohlkastens verschweißt. Die 53 Segmente wurden dann, beginnend in der Mitte der Spannweite, von einem Kabelkran an ihren Platz gehoben, wobei sie um 90° gedreht werden mussten.